# Stéphane Fiévet
Pour les articles homonymes, voir Fievet.
 (novembre 2011).
Si vous disposez d'ouvrages ou d'articles de référence ou si vous connaissez des sites web de qualité traitant du thème abordé ici, merci de compléter l'article en donnant les références utiles à sa vérifiabilité et en les liant à la section « Notes et références ».
Stéphane Fiévet, né le 3 mai 1963 à Lille, est un comédien, directeur artistique et metteur en scène français.
Stéphane Fiévet est un homme de théâtre qui a également occupé des fonctions et des responsabilités publiques. Son expérience artistique l’emmène en Afrique, en Asie, en Europe. Il crée de nombreux spectacles et participe comme comédien à plus de 40 productions. En 2014, il rejoint Anne Hidalgo, en qualité de conseiller spécial auprès de la Maire de Paris, chargé des grands événements. Puis il est directeur de la culture à Paris 2024, comité d'organisation des Jeux olympiques et paralympiques. Auparavant, il occupe les fonctions de directeur du Centre national du théâtre, de Délégué au théâtre, aux arts de la rue et aux arts du cirque au Ministère de la culture et de la communication, de Directeur-Metteur en scène du Salmanazar à Épernay et de la compagnie Terra Incognita, et de président du Syndeac.

## Biographie
Après des études scolaires à Pau où il commence le théâtre, il conjugue des études universitaires en lettres modernes à l’université de Toulouse Le Mirail (DEA), une formation au Conservatoire à rayonnement régional de Toulouse et une activité de comédien au Centre dramatique national de Toulouse (1981-1985). Il collabore également avec le Théâtre du Capitole de Toulouse et diverses compagnies dramatiques, comme comédien et metteur en scène.
Il accomplit ses obligations militaires comme coopérant au Centre culturel français de Bangui (République centrafricaine), en qualité de metteur en scène (1985-87). Il fonde alors la Troupe nationale centrafricaine de théâtre, avec laquelle il remporte un prix de la mise en scène à Radio France internationale. Il garde par la suite de nombreux contacts avec le théâtre africain et crée les années suivantes plusieurs spectacles en Afrique de l'Ouest (Bénin, Côte d'Ivoire, tournées au Niger, Mali, Sénégal).
De retour en France, il suit une formation nationale de responsables d’entreprises artistiques et culturelles à l’ANFIAC (1988-89) et participe comme comédien à deux sessions de l’Université du théâtre des nations (Institut international du théâtre - UNESCO) en Finlande et en Corée du Sud, en 1989. C'est dans ce cadre qu'il découvre les techniques du théâtre japonais traditionnel et de l'opéra chinois. Il collabore avec Radio France Internationale pour le concours théâtral interafricain de RFI et pour diverses émissions. Il met en scène le Gala Découvertes de RFI à Tunis en 1988.
Il est chargé en 1990 de la direction artistique du Festival Les Boréales à la scène nationale de Douai et se voit confier en 1991 par le Ministère de la Culture une mission de préfiguration du Centre national du théâtre, mission accueillie par l’ONDA.
Il fonde ensuite avec Maija Junno, comédienne finlandaise, la compagnie théâtrale Terra Incognita, en 1991. Après une résidence artistique de six mois à la scène nationale de Dunkerque où il développe un projet de création théâtrale dans le cadre du premier volet culture du programme développement social des quartiers, il prend en 1992 la direction du théâtre d’Épernay avec mission d’inscrire ce théâtre dans le réseau national des établissements culturels.
Metteur en scène - directeur, il crée alors à Épernay Le Salmanazar, successivement théâtre missionné puis scène conventionnée, auquel la compagnie Terra Incognita, dont il assure la direction artistique, est associée dès le début. Pendant 13 ans, il développe un projet d’action artistique en région Champagne-Ardenne et crée une vingtaine de spectacles, joués en France et à l’étranger.
Dans le même temps, il développe des actions de formation théâtrale, en direction des professionnels au CNAC (Centre national des arts de cirque de Châlons-en-Champagne), en Afrique et en Tunisie, en direction des pratiques en amateur (nombreux stages) et participe aux travaux du CFPTS (Centre de formation professionnelle aux techniques du spectacle) de Bagnolet (formation, jurys).
Il est élu au conseil national du Syndeac (syndicat national des entreprises artistiques et culturelles) dès 1996 et en est successivement vice-président, puis président de 2003 à 2006. Il participe notamment à la création de la Fédération nationale des Employeurs du spectacle vivant et occupe les fonctions de vice-président de la FESAC.
Il quitte ses fonctions au Salmanazar et au Syndeac en 2006 et est chargé par les ministres de la culture et de la communication successifs (2006-2008) d’une mission pour le développement des relations internationales du théâtre français (Unesco et Union européenne notamment), mission accueillie au Centre national du Théâtre. Il remet en juin 2008 à Christine Albanel, ministre de la culture et de la communication, un rapport dans le cadre de la présidence française de l’Union européenne : "Pour le développement des arts de la scène en Europe, de l’intention à la réalité".
En 2008, il réalise la mise en espace d’un concert de l’Orchestre de Paris (8e Symphonie dite « des mille », de Gustav Mahler) au Palais omnisports de Paris-Bercy et dirige un cycle de lectures de pièces de théâtre contemporaines finlandaises au Théâtre national de l'Odéon et au Théâtre des Artistic Athévains.
Il est cofondateur d'un Club de réflexion intitulé L'argument public.
En 2010, il est nommé délégué au théâtre, aux arts de la rue et aux arts du cirque, au Ministère de la culture et de la communication, à la Direction générale de la création artistique (DGCA) et a la responsabilité de la politique nationale pour le théâtre, les arts du cirque et les arts de la rue.
En 2013, il prend la direction du Centre national du Théâtre, après la rédaction d'un rapport sur la fusion des centres ressources du spectacle vivant.
En juin 2014, il rejoint Anne Hidalgo, la Maire de Paris comme conseiller spécial auprès de la Maire, chargé des grands événements. Au sein de ce cabinet, il supervise et pilote l’ensemble de la politique événementielle sur le territoire parisien, assure la direction artistique et le suivi institutionnel de plusieurs grands projets (Sommet des mille maires pendant la COP21, Journées olympiques de 2017, 14 juillet à la tour Eiffel, 31 décembre à l’Arc de triomphe, etc.). Il co-préside avec le directeur de cabinet du Préfet de Police une instance de coordination et de programmation des événements dans l’espace public parisien. Il entretient des relations suivies avec les acteurs culturels et les acteurs du tourisme, avec les agences événementielles qui déploient leurs activités à Paris, et participe avec l’équipe de Paris 2024 à la présentation de la candidature aux JO devant le CIO, à Lausanne et à Lima.
De janvier 2019 à novembre 2021, il est directeur de la culture du comité d’organisation des jeux olympiques et paralympiques Paris 2024. Il crée la direction et définit la stratégie culturelle des Jeux en lien avec le CIO et les parties prenantes du comité d’organisation.
En 2022, il crée la société Vita Cultura, agence de conseils et d’accompagnement de projets artistiques, culturels et événementiels, à destination des entreprises et des collectivités
Dans le même temps, il revient à la scène comme comédien avec la reprise du spectacle "Le mec de la tombe d'à côté" de Katarina Mazetti, "Audience et Vernissage" de Václav Havel ou Qui a peur de Virginia Woolf ? d'Edward Albee.

## Spectacles
- 2021/22 : Un visiteur inattendu d'Agatha Christie, mise en scène de Frédérique Lazarini, Paris.
- 2018/2020 : Qui a peur de Virginia Woolf ? de Edward Albee, mise en scène de Panchika Velez, Paris, Avignon.
- 2016/17/18 : Audience et Vernissage, de Václav Havel, mise en scène d'Anne-Marie Lazarini, Paris
- 2015 : Le Mec de la tombe d'à côté, de Katarina Mazetti, mise en scène Panchika Velez, Paris et tournée nationale et suisse
- 2008 : La 8e symphonie, symphonie des mille, Gustav Mahler, Palais omnisports de Bercy, orchestre de Paris, direction Christoph Eschenbach
- 2008 : Cycle de pièces dramatiques finlandaises, Lectures Odéon/Athévains
- 2006/07 : Délire à deux, Eugène Ionesco, mise en scène et comédien, tournée nationale
- 2006/07 : Cabaret littéraire de la précarité sociale, spectacle-jeu, mise en scène
- 2005 : Laisse-moi te dire une chose, Rémi de Vos, mise en scène, Épernay et Paris
- 2005 : L'histoire du Soldat, Ramuz, Igor Stravinsky, mise en scène
- 2004 : L'Odyssée, Homère, Philippe Jaccottet, mise en scène et comédien, Épernay et Paris
- 2003 : C'est quoi ton nom ?, Jean-Michel Baudoin, mise en scène, tournée nationale
- 2002 : Abîme aujourd’hui la ville, François Bon, avec la compagnie d'Annie Mercier, mise en scène, Paris
- 2002 : The Hothouse, Harold Pinter, mise en scène et comédien
- 2001 : Débrayage, Rémi de Vos, mise en scène et comédien, tournée nationale
- 2000 : Introspection, Peter Handke, mise en scène dans le cadre d'un cabaret philosophique
- 1999 : Tout contre Léo, Christophe Honoré, mise en scène, tournée nationale
- 1999 : Volpone, Ben Jonson, mise en scène, tournée nationale
- 1998 : Délire à deux, Eugène Ionesco, mise en scène, tournée nationale
- 1998 : Dialogues d'exilés, Bertolt Brecht, mise en scène et comédien, tournée nationale
- 1997 : Bref, et ainsi de suite, trois pièces en un acte d'Anton Tchekhov, mise en scène et comédien, tournée nationale
- 1997 : Brisez la glace !, Dominique Zay, Patrick Mosconi, mise en scène
- 1997 : Les Justes, Albert Camus, mise en scène
- 1996 : Noirs Paradis, Rosa Liksom, mise en scène et comédien, tournées nationale et internationale
- 1996 : L'Empereur Jones, Eugène O'Neill, mise en scène de Sidiki Bakaba, comédien, Côte d'Ivoire et Télévision
- 1995 : L'Histoire du tigre, Dario Fo, mise en scène et comédien, tournée nationale
- 1994 : Un jour ma mémoire, Michèle Rakotoson, mise en scène
- 1993 : Medea, Sénèque, Pierre Corneille, mise en scène, tournée nationale et internationale
- 1991 : Si d'Aventure..., création sur le thème du sida à la scène nationale de Dunkerque (projet DSQ), mise en scène et écriture
- 1991 : Morphine, Mikhaïl Boulgakov, mise en scène et comédien, tournée Île-de-France
- 1989 : L'ami de celui qui vient directement après le directeur, Sénouvo Agbota Zinzou & Le rôle du tyran, Cheik C. Sow ; mises en scène, Évry
- 1988 : Gala Découverte RFI, Gala variétés africaines à Tunis, mise en scène
- 1986/87 : Toi et tes nuages, Eric Westphal, mise en scène
- 1986/87 : La baby sitter, René de Obaldia, mise en scène et comédien
- 1986/87 : Les méfaits du tabac, Anton Tchekhov, comédien
- 1986/87 : Volpone, Jules Romains et Stefan Zweig, mise en scène et comédien
- 1986/87 : La tortue qui chante, Senouvo Agbota Zinsou, mise en scène
- 1985 : La nuit juste avant les forêts, Bernard-Marie Koltès, mise en scène, Le grenier de Toulouse
- 1985 : Le tremblement de terre au Chili, Heinrich von Kleist, comédien, Théâtre de la digue Toulouse
- 1985 : Montségur, opéra de Marcel Landowski, comédien, Toulouse et Bordeaux
- 1985 : Giselle, pantomime, Capitole de Toulouse
- 1984 : Cyrano de Bergerac, Edmond Rostand, comédien, Grenier de Toulouse

## Principales publications et interventions
- Les adaptations théâtrales de Thérèse Raquin, analyse de l’adaptation du roman d’Émile Zola par Raymond Rouleau et du spectacle mis en scène au Théâtre Boulogne Billancourt, comparaison avec les autres adaptations. Université de Toulouse-Le-Mirail[1].
- Rapport sur les arts de la scène en Europe, de l’intention à la réalité (Formation, création, mobilité, financements…). Rapport remis à Mme Christine Albanel, ministre de la culture et de la communication, dans le cadre de la présidence de l’Union Européenne – 2008[2]
- Intervention dans le cadre de l’Europe Inclusive, Budapest 2006[3]
- Présidence du Débat sur la Mobilité en Europe, Festival d’Avignon 2005[4]
- Intervention au Colloque Forum européen des orchestres au Parlement européen Strasbourg 2005[5]
- Organisation et présidence du colloque sur les politiques culturelles à l’assemblée nationale –mai 2003[6]
- Intervention dans le colloque Centre National du Théâtre / Syndicat des metteurs en scène sur le théâtre privé et le théâtre public[7]
- Intervention sur l’éducation artistique[8]
- Sur les collectivités territoriales, audition par la mission d’information sur les métiers artistiques, assemblée nationale 2004[9]
- Rapport sur la préfiguration du Centre national du Théâtre. Rapport rédigé avec Michel Fournier, inspecteur du MCC 1991, remis aux directeurs de la DTS et de la DDAI (document non public)
- Présidence du Débat sur l’avenir du spectacle vivant, au Festival d’Avignon – 2004[10]
- Nombreux articles de presse ou interviews (Le Figaro, L'Humanité, La Croix, Libération, La Scène, Départements, Théâtre/public, La lettre du spectacle, France Culture, La Chaine parlementaire, Radio France etc.)[11]